# مديرية الاستعلامات العامة (الشرطة المغربية)
مديرية الإستعلامات العامة أو مديرية الاستعلامات العامة والتقنين هو جهاز استخباراتي مدني تابع للمديرية العامة للأمن الوطني يختص في تجميع المعلومات وتخزينها و تحليل المعلومات الواردة سواء من المصالح الخارجية للإستعلامات العامة أو من جميع مصادر المعلومات الممكنة مع رفعها في إبانها إلى السلطات المختصة علاوة على ذلك يعهد إلى هذه المديرية بتتبع ومواكبة كل الأحداث والأنشطة و الظواهر ذات الصيغة السياسية

شعار المديرية العامة للأمن الوطني

والاقتصادية والأمنية و الاجتماعية كما تباشر الأبحاث والتحريات في الأوساط الموسومة بالخطر وذلك لتحييد المخاطر المحتملة والتي يمكن أن تمس بالمصالح الإستراتيجة للدولة ,و تقوم كذلك بتدبير حركية الأشخاص عبر المنافذ الحدودية الوطنية وتطبيق القوانين ذات الصلة بمجال التقنين سواء على مستوى الفنادق أو الأماكن العامة أو مراقبة رخص حمل السلاح.
تقدم للإستعلامات العامة قيمة مضافة للعمل الأمني من خلال دورها المحوري في البرنامج الوطني لمكافحة الإرهاب عبر اعتماد مناهج عمل استباقية
تتمثل في اختراق الأوساط المتطرفة الوطنية والأجنبية.

## أقسام المديرية
تشمل للإستعلامات العامة على المستوى المركزي أربعة أقسام هي:
- قسم الأبحاث الميدانية.
- قسم الدراسات والتوثيق .
- قسم التقنين.
- قسم شرطة الحدود.[2]

## التنسيق مع الأجهزة الأمنية
تعمل  الإستعلامات العامة على جمع المعلومات عن الوضعية الاقتصادية والاجتماعية والسياسية وتقدم تقارير مفصلة للاجهزة المركزية كما تتكلف بتغطية كافة المظاهرات وجميع النشاطات الحزبية وجمعيات المجتمع المدني.
عبد الحق الخيام